# Damien Sandow
Aaron Steven Haddad (Worcester, 3 de agosto de 1982) é um lutador de wrestling profissional estadunidense que ficou mais conhecido pela sua passagem na WWE com o nome de Damien Sandow. Ele também ficou conhecido pelo seu trabalho para a Total Nonstop Action Wrestling (TNA) sob o nome no ringue Aron Rex.
Sandow foi o segundo lutador a utilizar o contrato Money in the Bank e ser derrotado em sua luta pelo título. Ele também já lutou na WWE como Idol Stevens, além de ter trabalhado na Ohio Valley Wrestling e World Wrestling Council. Entre outros títulos, ele já conquistou o FCW 15 Championship e o FCW Florida Tag Team Championship com Titus O'Neil.

## Carreira no wrestling profissional

### Circuito independente (2001–2003)
Stevens foi treinado pela Chaotic Wrestling e estreou em 23 de junho de 2001, sendo derrotado por Chris Harvey. Stevens formou uma dupla com Edward G. Xtasy chamada "One Night Stand", derrotando Little Guido Maritato & Luis Ortiz pelo Chaotic Wrestling Tag Team Championship. Eles perderiam o título dois meses depois para John Walters & Vince Vicallo. Nos anos seguintes, ele teve três curtos reinados, dois com o Chaotic Wrestling Heavyweight Championship e um com o Chaotic Wrestling New England Championship and would lose them all.
Ele fez sua estreia na World Wrestling Alliance em 22 de novembro, aliando-se a Edward G. Xtasy & Jimmy Snuka para derrotar The Island Boys (Ekmo & Kimo) & Pat Piper. Ele derrotaria Danny Davis pelo WWA Heavyweight Championship, e o perderia para Jonah Adelman.

### World Wrestling Entertainment / WWE (2003-2007)

#### Ohio Valley Wrestling (2003–2006)
Stevens foi contratado pela World Wrestling Entertainment (WWE) após receber diversas lutas-teste no Heat contra oponentes como Stevie Richards, Team Angle, Johnny Nitro e Maven. Ele participou de uma história na qual teve seus dedos quebrados por Raven no Heat.
Ele foi mandado para o território de desenvolvimento Ohio Valley Wrestling (OVW), sob o nome de Aaron "The Idol" Stevens. Em um evento não-televisionado em 2004, Stevens e Nova derrotaram Chris Cage e Tank Toland para ganhar o OVW Southern Tag Team Championship.
Em 4 de janeiro de 2006, Stevens conquistou o OVW Television Championship após substituir Ken Doane em uma luta que envolvia Brent Albright e o então-campeão CM Punk. Doane lesionou-se durante a luta e Stevens o substituiu imediatamente. Após interferências de Punk, que foi eliminado no início da luta por Albright, Stevens conseguiu conquistar o título. Nas gravações de 8 de março, Paul Burchill custou o Television Championship de Stevens em uma luta contra Seth Skyfire.

#### Smackdown! (2006-2007)
Em 4 de agosto de 2006, Steven fez sua estreia no SmackDown! como Idol Stevens, como um dos "queridinhos" da professora Michelle McCool, com KC James. Os dois derrotariam Funaki e Scotty 2 Hotty com a ajuda de McCool.
Na semana seguinte, Stevens e James derrotaram os Campeões de Duplas da WWE Paul London e Brian Kendrick. Em 18 de agosto, Stevens e Idol atacaram os campeões. Kendrick e London passaram a usar Ashley Massaro contra McCool. Os dois também enfrentaram a dupla Jamie Noble e Kid Kash, que também queriam uma luta pelo título de duplas. Stevens e James enfrentaram Kendrick e London pelo título no No Mercy, mas foram derrotados. Logo depois, Stevens e Idol foram mandados de volta para a Ohio Valley Wrestling.
Foi liberado de seu contrato em 6 de agosto de 2007.

### Circuito independente (2008–2010)
Idol fez seu retorno ao circuito independente no aniversário de 60 anos da NWA, sendo derrotado por Mike DiBiase II em uma luta pelo NWA North American Heavyweight Championship. Ele apareceria na XCW Wrestling Mid-West e na Derby City Wrestling pelos meses seguintes antes de ser recontratado pela OVW. Em 7 de novembro de 2008, ele foi derrotado no Steve Boz em um show de tributo a Jerry Lawler.

#### Retorno a Ohio Valley Wrestling (2008–2009)
Idol retornou a OVW em 12 de novembro de 2008, surpreendendo e derrotando o Campeão dos Pesos-Pesados da OVW, Anthony Bravado. Com essa vitória, ele conquistou o direito de uma luta pelo título. Em 26 de novembro, ele ganhou o título. Em 3 de dezembro, ele aliou-se a U-Gene para participar do torneio pelo OVW Southern Tag Team Championship; eles derrotaram Theta Lampda Psi na primeira rodada, mas foram eliminadas na seguinte por Anthony Bravado & The Buck. Idol perdeu o título para Vaughn Lilas em 14 de janeiro de 2009. Sua última luta na OVW aconteceu em 11 de fevereiro, uma derrota para Mike Mondo.

#### World Wrestling Council (2009–2010)
Idol retornou a Porto Rico, lutando na World Wrestling Council, onde tornou-se o "protegido" de Jose Chaparro e membro do grupo "American Family". Ele estreou em 28 de fevereiro de 2009, derrotando Angel. Ele derrotou BJ pelo WWC Puerto Rico Heavyweight Championship, antes de perdê-lo para Shane Sewell. Em 15 de agosto de 2009, Stevens e Shawn Spears derrotaram a dupla Thunder and Lightning para tornarem-se os novos Campeões Mundiais de Duplas da WWC. Após uma rivalidade com Spears, que encerrou-se no Euphoria 2010, Stevens venceu o WWC Tag Team Championship, com King Tonga Jr. ao derrotar Thunder and Lightning novamente. Em 31 de outubro, Stevens e Spears perderam o título de duplas para Thunder and Lightning. Em 20 de fevereiro de 2010, Chicaco nomeou Stevens seu novo Campeão de Duplas, substituindo Bryan. Em 13 de março, Stevens e Chicano foram derrotados por Thunder and Lightning pelo título. Após Stevens reconquistar o título com King Tonga Jr., os dois perderam para Los Aerios (Carlitos e Hiram Tua) em 24 de abril de 2010. Stevens reconquistou o título, com Abbad como perceiro. Eles perderam o título para Thunder e Lightning em uma luta que também envolvia BJ e Chicano, em 11 de julho de 2010. Sua última luta na WWC foi uma derrota para Joe Don Smith em 31 de julho.

### Retorno à WWE (2010–2016)

#### Florida Championship Wrestling (2010–2012)
Em 14 de julho de 2010, Stevens foi contratado pela WWE, sendo mandado para o território de desenvolvimento Florida Championship Wrestling (FCW), usando o nome Damien Sandow e interpretando um militante. Em 3 de dezembro, Sandow conquistou o FCW Florida Tag Team Championship com Titus O'Neill ao derrotar Xavier Woods e Mason Ryan. Eles perderam o título para Richie Steamboat e Seth Rollins em 25 de março de 2011. Após perder o título, Sandow traiu O'Neill e uniu-se ao grupo formado por Lucky Cannon, Aksana e Maxine. Após a dissolução do grupo, Sandow adotou um personagem intelectual prolixo antes de derrotar Seth Rollins em 22 de setembro para ganhar o FCW 15 Championship. Em 13 de janeiro de 2012, Sandow perdeu o título para Richie Steamboat.

#### Várias feuds e Rhodes Scholars (2012–2013)

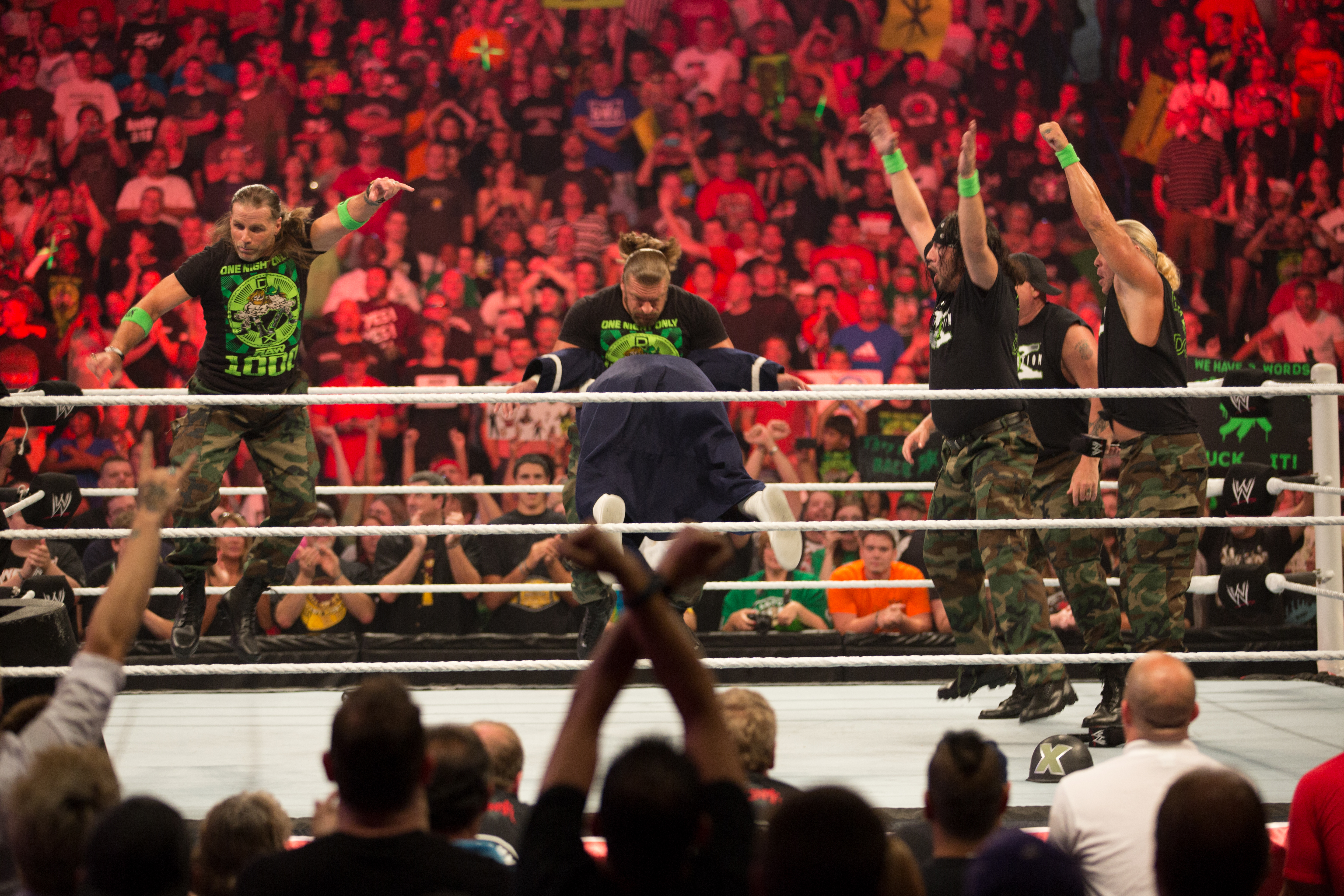
Sandow sendo atacado por Triple H após confrontar a D-Generation X no Raw 1000.

No SmackDown de 6 de abril de 2012, Sandow, mantendo seu personagem de intelectual prolixo apareceu em uma entrevista pré-gravada, condenando a cultura popular contemporânea. Após semanas de vídeos seguindo a mesma estrutura, Sandow deveria fazer sua primeira luta no SmackDown de 4 de maio, mas recusou-se a enfrentar Derrick Bateman, alegando que a platéia não aprenderia nada ao vê-lo derrotar um oponente inferior. No SmackDown de 18 de maio, Sandow novamente recusou uma luta, desta vez contra Yoshi Tatsu. No entanto, após Tatsu acusá-lo de ser um covarde, Sandow o atacou. No SmackDown de 25 de maio, Sandow derrotou Tatsu em sua primeira luta. Na semana seguinte, Sandow recusou-se a enfrentar Ezekiel Jackson; apesar de Jackson forçar o início da luta, Sandow sagrou-se vencedor. No SmackDown de 8 de junho, Sandow tentou atacar Hornswoggle, que imitava Jim Ross, mas foi interceptado por Tyson Kidd. Na semana seguinte, Sandow derrotou Kidd. No SmackDown de 29 de junho, Sandow derrotou Zack Ryder, qualificando-se para a luta Money in the Bank pelo World Heavyweight Championship no evento Money in the Bank. No entanto, combate foi vencido por Dolph Ziggler. No Raw 1000, Sandow confrontou D-Generation X sobre o modo como eles influenciaram negativamente a sociedade, sendo atacado pelo grupo. Sandow começou uma rivalidade com Brodus Clay no Raw de 30 de julho, atacando-o após este rir de um vídeo de Sandow sendo atacado pela DX. No Raw da semana seguinte, Sandow e Clay deveria ter uma luta, mas Sandow atacou Brodus antes do início do combate. Sandow e Clay finalmente se enfrentaram no Raw de 20 de agosto, com Sandow vencendo e sendo atacado após a luta. No SmackDown de 31 de agosto, Sandow foi derrotado pela primeira vez, quando intencionalmente perdeu uma luta contra o Campeão Mundial dos Pesos-Pesados Sheamus por contagem.
Sandow aliou-se a Cody Rhodes, atacando os Campeões de Duplas da WWE Team Hell No (Daniel Bryan e Kane) no Raw de 24 de setembro, afirmando serem os futuros campeões. A dupla, conhecida como "Rhodes Scholars", participaram de um torneio para nomear os desafiantes pelo título, derrotando os Usos na primeira rodada. Eles derrotaram Santino Marella e Zack Ryder para avançar à final do torneio. Rhodes Scholars derrotaram Rey Mysterio e Sin Cara no Raw de 22 de outubro, vencendo o torneio e tornando-se os desafiantes pelo WWE Tag Team Championship. Rhodes Scholars enfrentaram Team Hell No no Hell in a Cell, vencendo por desqualificação, não conquistando o título. Rhodes Scholars receberam uma nova chance pelo título no WWE Main Event de 14 de novembro, mas foram novamente derrotados por Team Hell No. Durante o combate, Rhodes sofreu diversas lesões, deixando a dupla por tempo indeterminado. No SmackDown de 23 de novembro, Sandow foi derrotado por Kofi Kingston em uma luta pelo Intercontinental Championship. Sandow e Rhodes tornaram-se novamente os desafiantes pelo título de duplas ao derrotar Mysterio e Sin Cara em uma luta de mesas no TLC: Tables, Ladders & Chairs. Rhodes Scholars receberam a oportunidade pelo título no Main Event da semana seguinte, mas foram derrotados por Kane e Daniel Bryan. Eles foram derrotados novamente no Royal Rumble e, no SmackDown de 1 de fevereiro, decidiram se separar. No entanto, eles se reuniram no pré-show do Elimination Chamber, sendo derrotados por Brodus Clay e Tensai. Sandow e Rhodes aliaram-se às Bella Twins em uma rivalidade contra Clay, Tensai e as Funkadactyls (Cameron e Naomi). Os dois quartetos deveriam se enfrentar no WrestleMania 29, mas a luta foi cortada. Eles se enfrentaram no Raw da noite seguinte, com o time de Sandow sendo derrotado.
No NXT de 15 de maio, Sandow foi derrotado por Big E Langston em uma luta pelo Campeonato do NXT. Enquanto Sandow apresentava uma série de desafios mentais no SmackDown, Sheamus o interrompia e tentava resolver os enigmas, atacando Sandow após falhar. No pré-show do Payback, Sandow foi derrotado por Sheamus. No Raw da noite seguinte, Sandow e Rhodes derrotaram Sheamus. A rivalidade culminou em uma Dublin Street Fight no SmackDown de 28 de junho, com Sheamus derrotando Sandow.

#### Mr. Money in the Bank e rebaixamento para nível inferior (2013-2014)
No Money in the Bank, Sandow venceu a luta Money in the Bank por uma chance pelo Campeonato Mundial dos Pesos-Pesados no período de um ano. Durante a luta, Sandow impediu que Rhodes pegasse a maleta, o traindo e, consequentemente, vencendo. Como vingança, Rhodes atacou Sandow nas semanas seguintes, atirando a maleta no Golfo do México. Sandow, então, passou a carregar uma maleta customizada de madeira, a algemando às cordas do ringue durante suas lutas. No SummerSlam, Sandow foi derrotado por Rhodes. No Raw do dia seguinte, Rhodes novamente derrotou Sandow. No pré-show do WWE Battleground, Sandow foi derrotado por Dolph Ziggler. No Raw de 28 de outubro, Sandow se tornou o segundo lutador a utilizar o contrato Money in the Bank e ser derrotado. Ele utilizou o contrato contra John Cena após atacar seu braço lesionado.
Depois de Sandow cash-in, Sandow continuou desafiou o então Intercontinental Champion Big E Langston para um combate pelo título no TLC e perdeu.

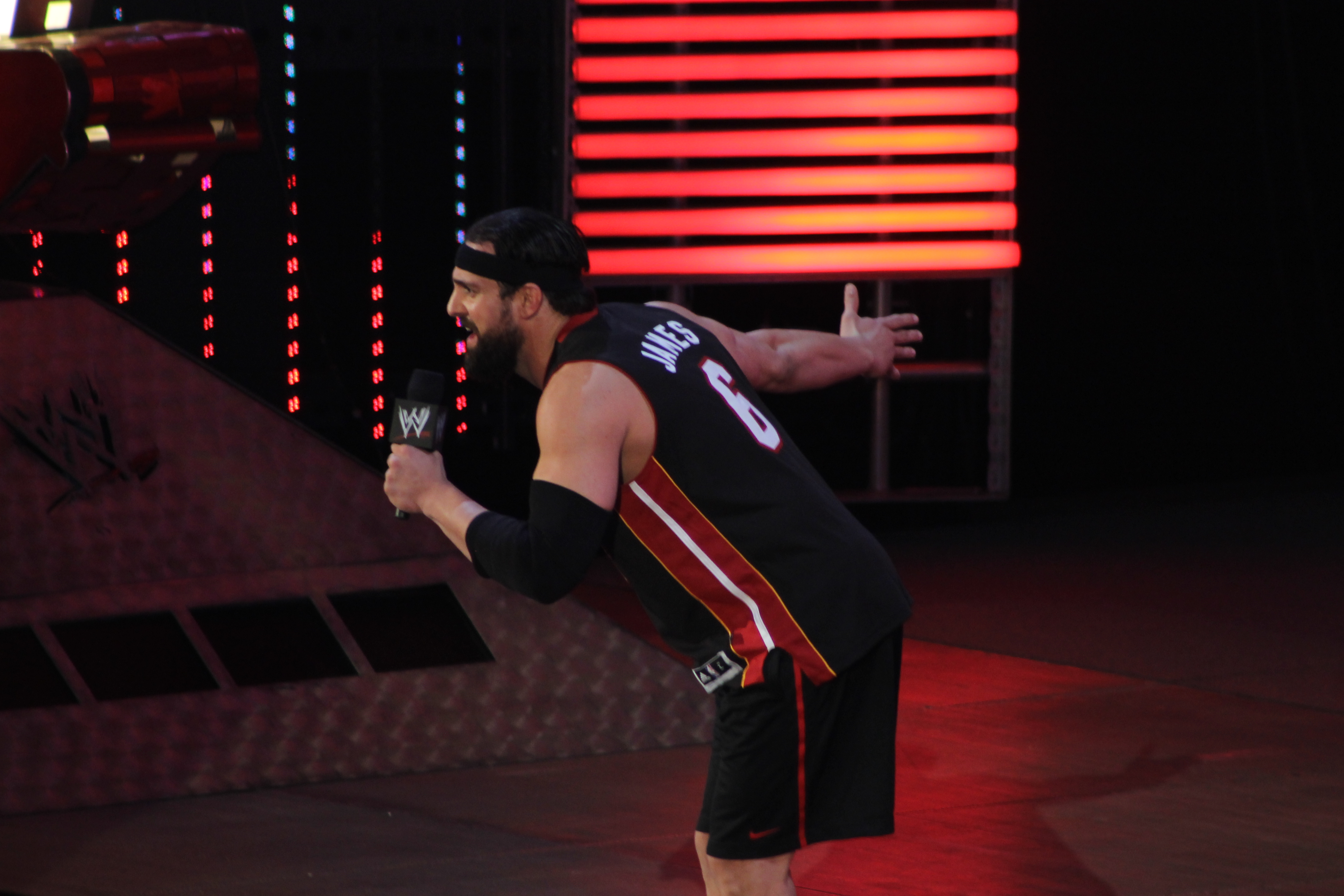
Damien Sandow como Lebron James

Em meados de 2014, Damien Sandow começou a assumir uma identidade diferente a cada semana. Em janeiro de 2014, Sandow entrou no Royal Rumble 2014 e foi eliminado por CM Punk, tornando-se o primeiro lutador a ser eliminado. Ele então começou uma série de derrotas que durou até maio.
No Raw do dia 28 de abril, Sandow vestido como Magneto enfrentou o ator convidado Hugh Jackman (que interpreta Wolverine no filme dos X-Men) e Dolph Ziggler, o que resultou em Sandow sendo atacados por ambos depois da luta.No dia 20 de maio, Sandow começou a vestir-se regularmente  a cada semana como um personagem diferente,  e às vezes lutando como eles. Esses personagens incluem Sherlock Holmes,Bruce Springsteen, Abraham Lincoln, um rapper e uma dançarina. Ele também imitou outros lutadores, tais como Shawn Michaels, Bret Hart, e Vince McMahon.

#### Parceria com The Miz e Damien "Mizdow" (2014–2015)

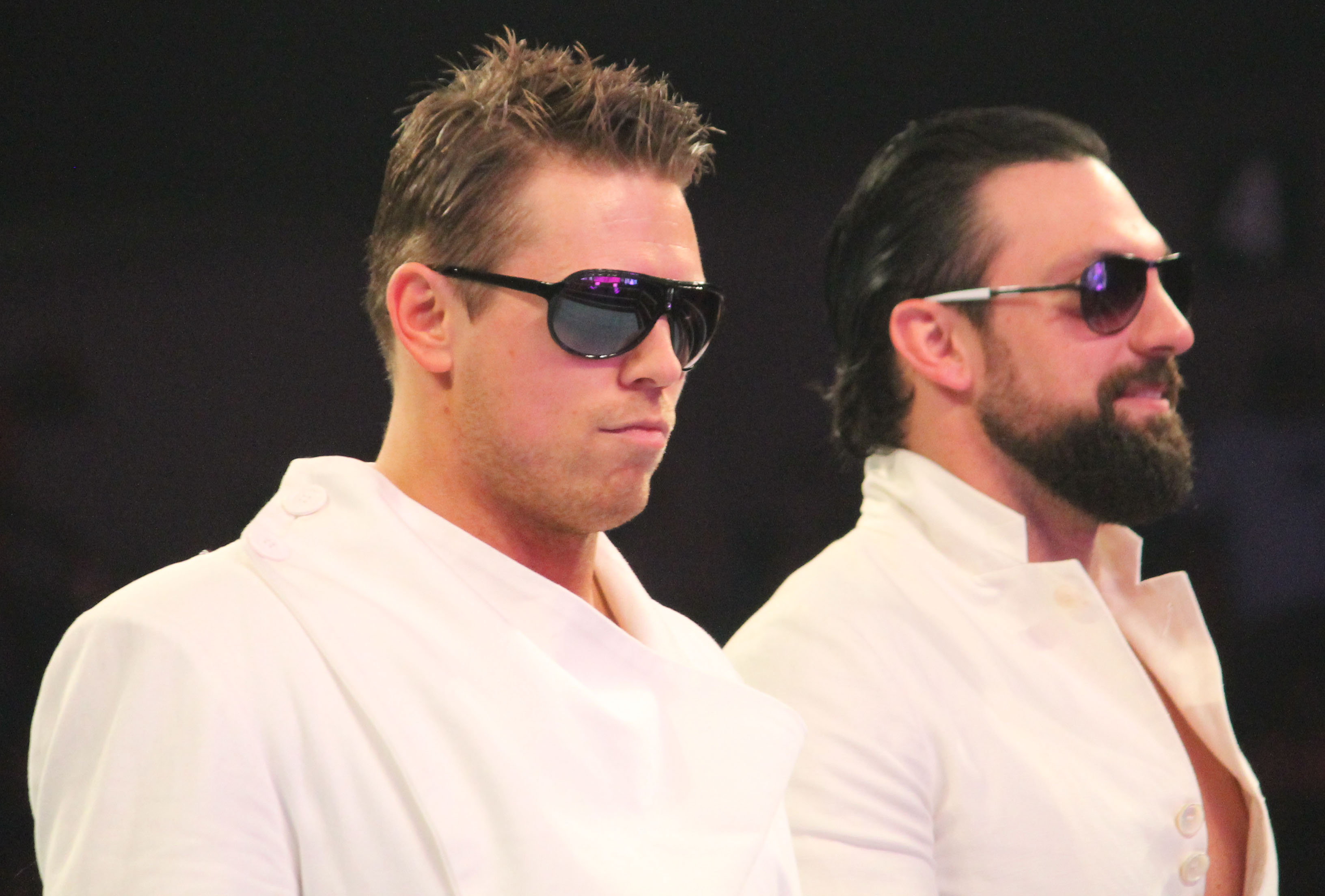
The Miz e Damien Mizdow.

A partir de agosto, Sandow formou uma aliança com The Miz, que acabou adotando um personagem agora fixo chamado Damien "Mizdow", um dublê do The Miz que o ajuda a ganhar as lutas, se colocando na frente de finisher's, tais como Brogue Kick e o Zig-zag, dando chance para o The Miz finalizar com um Skull Crushing Finale, assim ganhando a luta.
No Smackdown do dia 12 de Setembro,The Miz e Damien Mizdow enfrentaram Dolph Ziggler e seu novo dublê R-Ziggler (R-Truth vestido de Dolph Ziggler) numa Tag Team match perdendo após R-Ziggler aplicar um Zig-zag em Damien Mizdow.
No Survivor Series de 2014, Mizdow e The Miz derrotaram Gold & Stardust, The Usos e Los Matadores num Fatal 4 Way para conquistarem o WWE Tag Team Championship, mas perderam os títulos para os Usos em 29 de dezembro de 2014. Após Sandow começar a receber uma reação favorável do público, ele se voltou contra Miz durante o WrestleMania 31, eliminando-o da luta battle royal em memória de André the Giant; todavia, Mizdow foi eliminado pelo vencedor Big Show. Após semanas de confrontos entre eles, Mizdow desafiou Miz pelo uso da marca de "The Miz" no Raw de 20 de abril, que Miz ganhou.

#### Retorno para carreira solo (2015–2016)
Depois da parceria com The Miz, voltou a competir sozinho. Em 6 de maio de 2016, foi liberado de seu contrato.

### Impact Wrestling (2016–2017)
Em 10 de agosto de 2016, a Total Nonstop Action Wrestling (TNA) divulgou um promo promovendo a contratação de Stevens. No Impact Wrestling de 11 de agosto de 2016, Stevens fez sua estreia sob o nome Aron Rex, fazendo uma promo no ringue e enfrentando Lashley no final do show.
Em 2017, Rex anunciou sua saída da Impact Wrestling.

## No wrestling
- Movimentos de finalização
  - Como Damien Sandow
    - Curb Stomp (Standing surfboard seguido de um head stomp)[8] – FCW
    - M14 (Arm trap snap swinging neckbreaker)[87] – FCW
    - Terminus[88] (Straight jacket neckbreaker)[89] –2012
    - You're Welcome! (Full nelson slam) – 2013–2016

  - Como Aaron Stevens
    - Idolizer (Arm trap snap swinging neckbreaker)[3]
- Movimentos secundários
  - Como Damien Sandow
    - Cubito Aequet/[carece de fontes?]Elbow of Disdain[90] (Elbow drop)
    - Knee drop[91]
    - Russian legsweep[89][92]
    - Single underhook seguido por múltiplos knee lifts[89][92]
    - Swinging neckbreaker,[93] às vezes enquanto saltando[94]

  - Como Aaron Stevens
    - Idol Lock (Figure four leglock)[3]
- Alcunhas
  - "The Idol"[3]
  - "The Intellectual Savior of the (Unwashed) Masses"[95]
  - "The Stunt Double"
  - "The Duke of Decency"[96]
  - "The Lord of Literacy"[96]
  - "The Enlightened One"[96]
  - "The Beacon of Light in a Harbor of Inequity"[97]
  - "Sir. Money in the Bank"[98]
  - "The Uncrowned World Champion"[98]
- Managers
  - Shelly Martinez[99]
  - Beth Phoenix[99][100]
  - Michelle McCool[3]
  - Aksana[35]
  - Lucky Cannon[35]
  - Maxine[35]
  - The Miz
  - Curtis Axel
- Temas de entrada
  - "Jesus Christ Superstar" por Andrew Lloyd Webber (Circuito independente)
  - "New World Symphony" por Antonín Dvořák (FCW)
  - "Hallelujah Chorus" de Messiah Part II por George Frideric Handel[101] (WWE; 4 de maio de 2012–27 de outubro de 2013)
  - "Hallelujah" por CFO$[102] (WWE; 28 de outubro de 2013–Abril de 2014)
  - "Garden Of Evil" por ZCF Music (28 de abril de 2014; 2 de maio de 2014; usado como Magneto)
  - "Surfing The Crime Wave" por Dale Herr (20 de maio de 2014; usado como Sherlock Holmes)
  - "I Came to Play" por Downstait[103] (WWE; 25 de agosto de 2014–20 de abril de 2015; usado como Damien Mizdow)
  - "Hallelujah" (Rock Mix) por CFO$[104] (WWE; 27 de abril de 2015–2016)
  - "Pompa e Circunstância" por Jim Johnston (WWE; 5 de maio de 2015–24 de julho de 2015); usado como Macho Mandow)
  - "Reborn" por CFO$[105] (24 de julho de 2015–2015); usado enquanto faz dupla com Curtis Axel)
  - "Hallelujah (Remix)" por Dale Oliver (TNA; 11 de agosto de 2016–presente)

## Títulos e prêmios
- Chaotic Wrestling
  - Chaotic Wrestling Heavyweight Championship (1 vez)[106]
  - Chaotic Wrestling Tag Team Championship (1 vez) – com Edward G. Xtasy[107]
- Florida Championship Wrestling
  - FCW Florida Tag Team Championship (1 vez) – com Titus O'Neill[108]
  - FCW 15 Championship (1 vez)
- International Wrestling Association
  - IWA Hardcore Championship (1 vez)[109]
- Ohio Valley Wrestling
  - OVW Heavyweight Championship (2 vezes)[28]
  - OVW Southern Tag Team Championship (1 vez) – com Nova[14]
  - OVW Television Championship (1 vez)[15]
- Pro Championship Wrestling
  - PCW World Tag Team Championship (1 vez) – com Shawn Spears
- Pro Wrestling Illustrated
  - PWI colocou-o em 50º dos 500 melhores lutadores na PWI 500 em 2013[110]
- World Wrestling Council
  - WWC Puerto Rico Heavyweight Championship (1 vez)
  - WWC World Tag Team Championship (4 vezes) – com Shawn Spears (1), Chicano (1), King Tonga Jr. (1), e Abbad (1)
- WWE
  - Mr. Money in the Bank (2013)[98]
  - WWE Tag Team Championship (1 vez) – com The Miz
  - Slammy Award de "LOL Moment of the Year" (2014) – Agir como dublê de The Miz
- Total Nonstop Action Wrestling
  - Campeonato Impact Grand da TNA (1 vez)[111][112]